# مادری (فیلم ۲۰۰۹)
«مادری» (انگلیسی: Motherhood) فیلمی در ژانر کمدی-درام است که در سال ۲۰۰۹ منتشر شد. از بازیگران آن می‌توان به اوما تورمن، مینی درایور، آنتونی ادواردز، آلیس درامند، کری بیشی و استفانی اسزوستاک اشاره کرد.